# Comté d'Alexander (Illinois)
Pour les articles homonymes, voir Comté d'Alexander.
Le comté d'Alexander est un comté situé dans l'État de l'Illinois, aux États-Unis. En 2020, sa population est de 5 240 habitants. Son siège de comté est Cairo.

## Démographie
Lors du recensement de 2010, le comté comptait une population de 8 238 habitants. Elle est estimée, en 2016, à 6 478 habitants .